# Печера Мас-д'Азіль

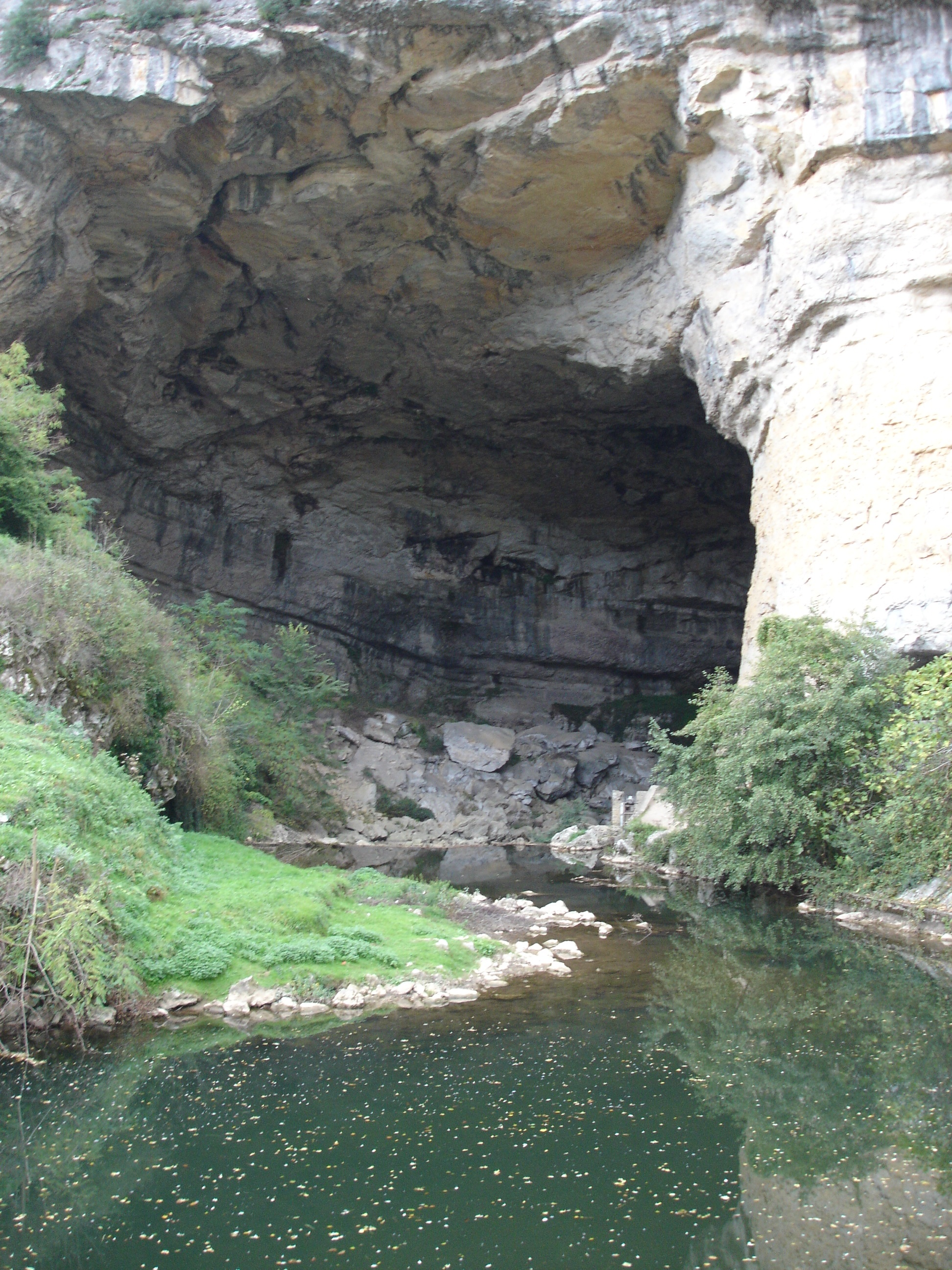
Арізькі ворота (південний вхід до печери)

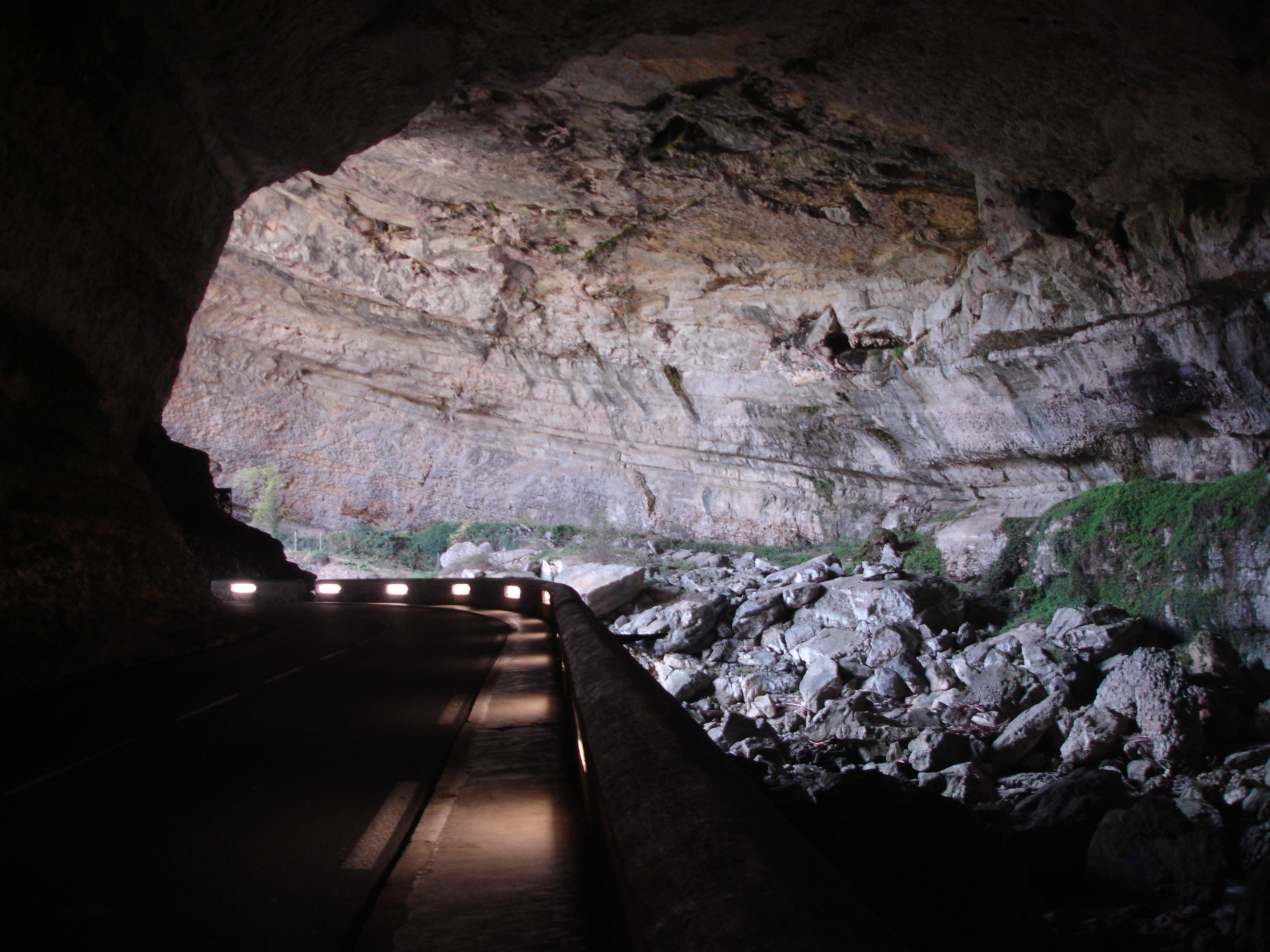
Наскрізний коридор печери

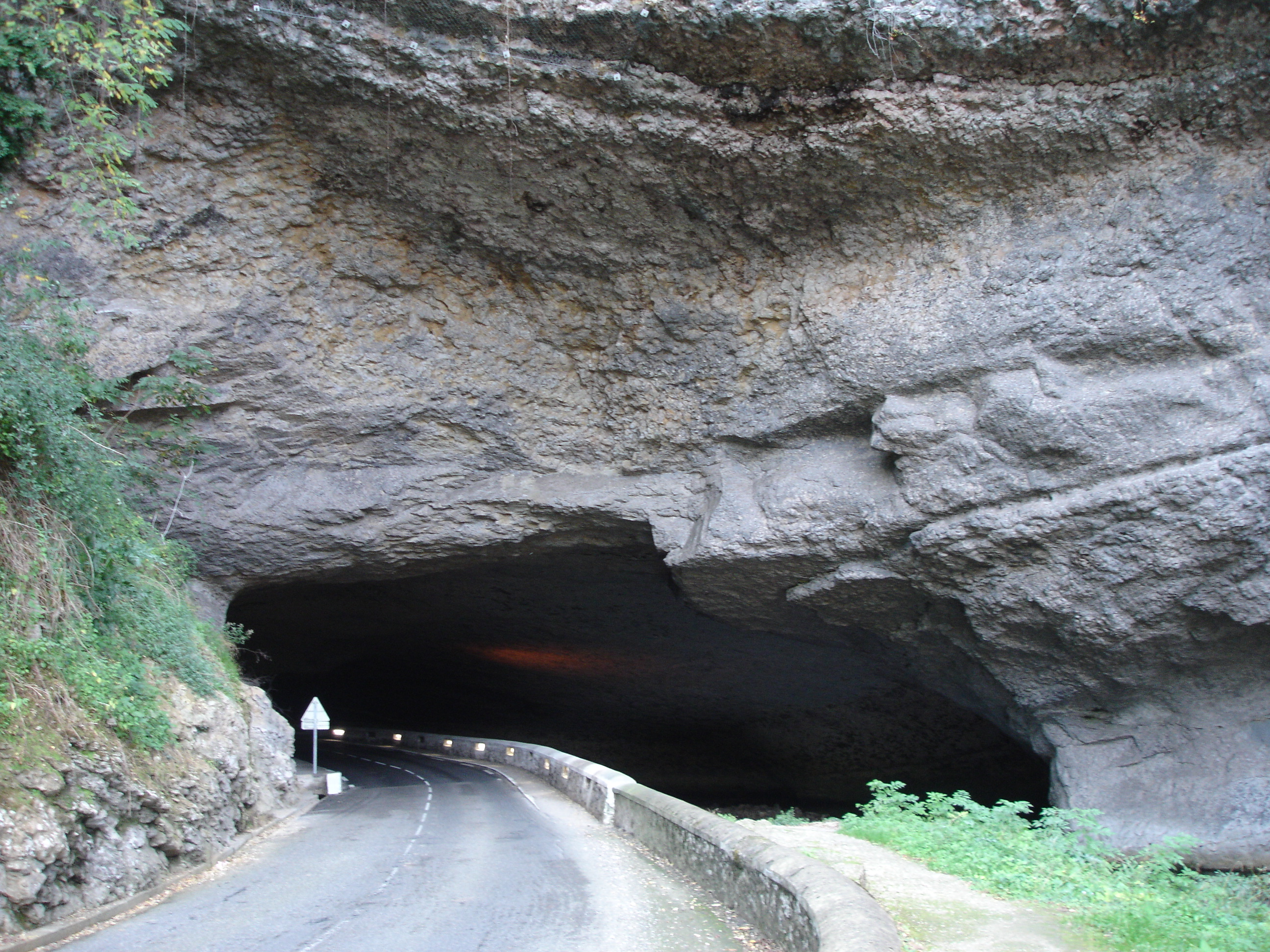
Північний вхід до печери — вихід на поверхню підземних вод Арізи

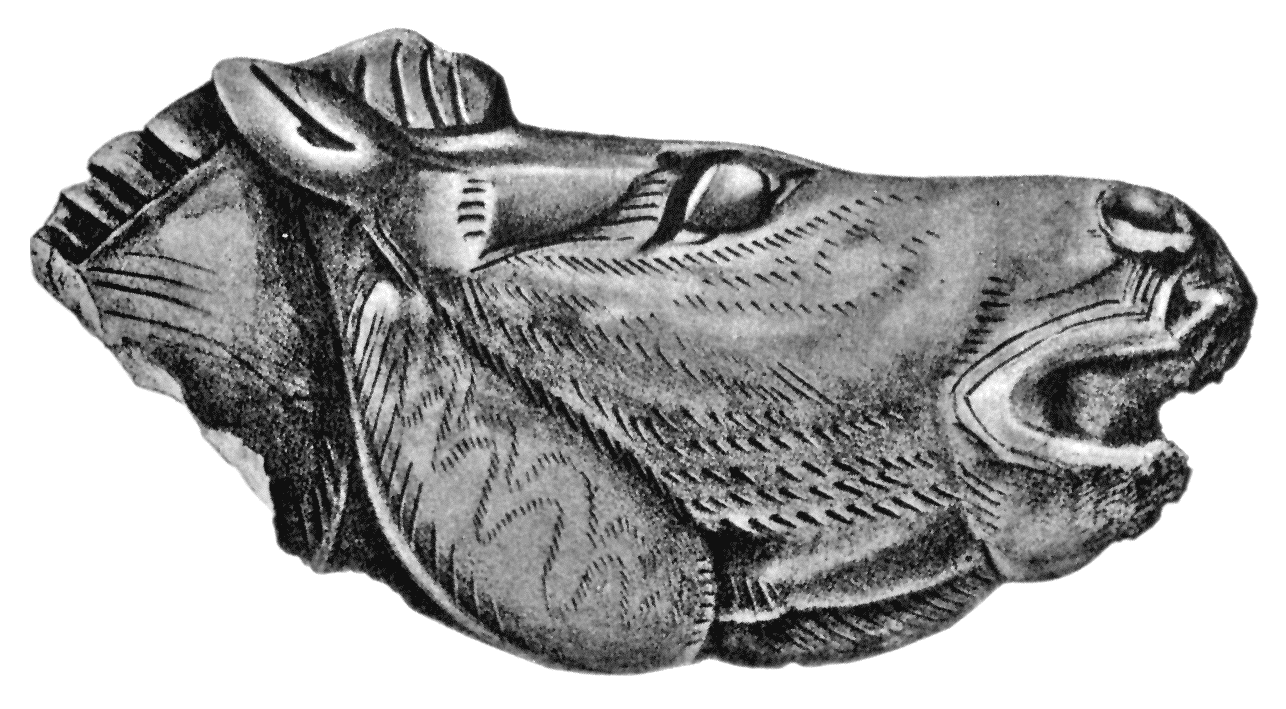
Кінська голова — зразок палеолітичного мистецтва, виявлений у печері

44°56′13.2″ пн. ш. 1°1′35.6″ сх. д. / 44.937000° пн. ш. 1.026556° сх. д.
Печера Мас-д'Азіль — велика печера з наскрізним проходом, промита річкою Аріз (fr: Arize) у гірських породах піренейського масиву Планторель (fr: massif du Plantaurel) в департаменті Арьєж (Франція). Печера була населена в різні доісторичні і історичні епохи. По цій печері названа Азільська культура.
Арізькі ворота — це вхідний отвір до печери на півдні, де в неї втікає річка Аріз. Ворота є отвором заввишки 51 м і шириною 48 м.

## Топографія
Частиною печери є природний тунель завдовжки 410 м, настільки широкий, що по ньому можна проїхати на автомобілі і посадити Боїнг.

## Доісторичні знахідки
У печері також знайдено численні кісткові рештки мамонтів, печерних ведмедів і шерстистих носорогів.
Пізніше у печері селилися різні доісторичні групи населення.
Печера дала назву Азільській культурі епохи епіпалеоліту, (близько 12000 — 9500 років тому), що займає проміжне положення між мадленською культурою і мезолітом.

## Історія
У ІІІ ст. н. е. християни, рятуючись від переслідування римської влади, заснували у печері молитовню.
Мабуть, печера також служила притулком для катарів в XIII столітті (проте ніяких «катарських» предметів досі в печері не виявлено). Пізніше печера служила притулком протестантів в XVII столітті, які рятувалися тут під час безуспішної облоги сусіднього міста в 1625 р. маршалом де Теміном (maréchal de Thémines). За наказом Рішельє був підірваний і обвалилася стеля т. зв. «храмового залу» печери.

## Ресурси Інтернету
- Вікісховище має мультимедійні дані за темою: Печера Мас-д'Азіль
- Le site officiel de la Grotte du Mas-d'Azil [Архівовано 8 серпня 2009 у Wayback Machine.]
- Tourisme — Info sur la grotte